# Avenida del Libertador

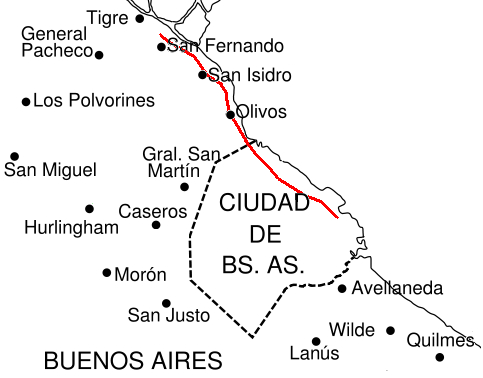
Verlauf der Avenida del Libertador

Die Avenida del Libertador ist eine der Hauptdurchgangsstraßen der argentinischen Hauptstadt Buenos Aires. Sie verläuft über 25 km von der Plaza San Martín in Retiro zum Vorort San Fernando.

## Geschichte
Inspiriert von der Modernisierung von Paris durch den Stadtplaner Baron Haussmann, trat der damalige Bürgermeister von Buenos Aires, Torcuato de Alvear, mit ähnlichen Plänen 1880 sein Amt an. Zu der Zeit war Buenos Aires eine schnell wachsende Stadt mit engen Straßen im Schachbrettmuster. Torcuato de Alvear plante einen Boulevard, der Retiro am nordöstlichen Stadtrand mit den wachsenden (damaligen) Vororten Recoleta und Palermo westlich davon verbinden sollte. Zu diesem Zweck wurde die Bella-Vista-Straße verbreitert und verlängert. Bei ihrer Einweihung 1885 wurde sie nach dem Vater von Torcuato de Alvear, Carlos María de Alvear, benannt.
Die Avenida Alvear wurde rasch zur begehrtesten Adresse in Buenos Aires und es entstanden dort zahlreiche prachtvolle Villen, von denen noch einige heute existieren. Sie wurde aber auch schnell zu einer der befahrensten Straßen im Buenos Aires des späten 19. Jahrhunderts. 
Zusammen mit der Planung des Bahnhofs Estación Retiro entwickelte Torcuato de Alvears Nachfolger im Amt, Adolfo Bullrich, einen mehrspurigen Boulevard von Retiro nach Palermo. Dieser sollte parallel zu einer Bahnlinie und östlich der Avenida Alvear verlaufen, um den Einwohnern Palermos Zugang zum Bahnhof zu ermöglichen und die Avenida Alvear zu entlasten. 
1906 wurde die Straße als „Avenida Vértiz“ eröffnet, zum Gedenken an den ehemaligen Vizekönig Juan José de Vértiz y Salcedo. 1950 wurde sie auf Anordnung von Präsident Juan Perón umbenannt in Avenida del Libertador, um an den hundertsten Todestag von General José de San Martín, den Befreier (span. „Libertador“) von Argentinien, Chile und Peru, zu erinnern.
In den späten 1930ern wurde die 15 km lange Route 195 als Verlängerung der Avenida del Libertador nach San Fernando gebaut und durchquert dabei die Stadtteile Belgrano und Núñez sowie die Vororte Olivos und San Isidro. Aufgrund regelmäßiger Verkehrsstaus während der Hauptverkehrszeiten wurde 1996 die gebührenpflichtige „Arturo-Illia-Schnellstraße“ eröffnet, die parallel zur Avenida del Libertador verläuft. 

## Wichtige Bauwerke
- Plaza General San Martín
- Estación Retiro
- Plaza Alvear
- Centro Cultural Recoleta
- Museum der Schönen Künste
- Museum der Dekorativen Künste
- Japanischer Garten
- Parque Tres de Febrero
- Hipódromo Argentino de Palermo und Campo Argentino de Polo
- Escuela de Mecánica de la Armada
- Kathedrale von San Isidro